# ゲームズ・コンベンション
ゲームズ・コンベンション (Games Convention) は、ドイツのライプツィヒで開催しているコンピューターゲーム関連の見本市である。

## 概要
2002年から毎年開催していたが、2009年は通常の形式では休止して、「Games Convention Online」として縮小開催している。2009年にはドイツのケルンでゲームソフト業界団体BIUの所在している「gamescom」が開催されたが、名前は似ているものの直接の関係はない。2007年からは、シンガポールで「GC Asia」も開催している。